# 魔劍姬！
《魔劍姬！》（日语：マケン姫っ！），是武田弘光創作的日本漫画作品。於2007年6月在《Dragon Age Pure》開始連載，2009年5月因《Dragon Age Pure》已於同年2月廢刊而轉至《月刊Dragon Age》繼續連載，於2020年3月完結。單行本全24卷。
2010年12月1日宣布動畫化企劃進行中；2011年6月7日確定電視動畫。2012年9月7日再度宣布由武田弘光完全監修的新動畫化消息；2013年5月8日新動畫官網 《魔劍姬！通》開設。

## 故事簡介
原女校改男女同校的「天日学園」，大山武與青梅竹馬天谷春恋入学就讀。這學校是依「MAKEN」適性檢查結果的「元素特性」進行「MAKEN」的鍛鍊，然而武卻面臨一場場的戰鬥及殺必死畫面……。

## 登場人物

### 主要角色
大山武（配音：前野智昭／幼少時 - 志田有彩）
本作主角。檢警社所属。就讀1年B班。身体檢查時找不出「MAKEN」適性。所以由MAKEN鍛冶師耕志玄授予内藏型魔拳「極限出力」，讓對手能力暴衝到失控無法使用。此外還有「靈魂的收縮」吸收周邊人們元素的能力。被學園長安排與稻穗、春恋、木靈共處一室，但被趕到閣樓去，由於本身好色實為監禁状態。繼承木靈兄長血脈之人。
動畫版則是學園長同意未婚妻稻穗同住，木靈也湊一腳，春恋看不下去而搬來，武就被趕到閣樓去。並原創吸收八歧大蛇的元素暴走。
天谷春恋（配音：下屋則子）
本作女主角。小武的青梅竹馬、統生会副会長、魔檢機社長兼宿舍長。喜歡小武。2年級生。武叫她「春姐」。
擁有魔劍「叢雲」，平時以魔劍「天堂之門」封印，遇到強敵才會解除。
櫛八稻穗（配音：野水伊織）
檢警社所屬。武的同班同學、自称是他的未婚妻，稱其「武大人」。心地善良的女孩。使用魔拳「神度」。
姬神木靈（配音：矢作紗友里）
檢警社所屬。2年級生。性格高傲，對貧乳非常在意。擁有魔鍵「八尺瓊」，可將式神實体化、想像力化為現實的力量。因武與其兄都會使用「靈魂的收縮」而關注，日久漸生好感。實為八歧大蛇（姬神八角）之女，姬神文彥的妹妹。
小說版把武當成真正的哥哥，言談之中顯示其兄可能死了。
真身連同魔劍「羽羽斬」一起被文彥封在天之原頂端，而以思念體形式存在。
志那都小豆（配音：富樫美鈴）
魔道執行社所属、2年級生。兩腳装着魔腱 「荒鷹」，發揮高超戰力的肉体強化系。
家境貧困而在女僕咖啡廳「楓樹廳」、「MACARON」等處，化名「小紅豆」打工。常跟其他學校的不良少年打架，鼻樑貼著OK繃，短髮，雖說外貌比較男孩子氣，但內心卻是喜歡可愛衣服，很在意自己胸部大小的女孩。
動畫版將打工地點整合至女僕咖啡廳「MACARON」一處。
希莉雅大塚（配音：伊瀨茉莉也）
VENUS部隊防衛隊員、1年級生，老纏著武。偶像與摔角手兩面身分活躍中。擁有內藏型MAKEN為掌管二元性之神「奧梅特奧托」的反轉能力；原本是男性但性別反轉影響下實力也會減半。

### 天日學園

#### 魔導檢警機構
碓健悟（配音：鶴岡聰）
檢警社所属、1年級生。武的死黨也很好色。擁有魔檢「偵查兵」、與武一樣是内藏型MAKEN。能力是將本身接觸的東西交換位置。
水屋粳（配音：古谷静佳）
魔道執行社所属、1年級生。憧憬春恋到百合的地步，看到武跟她一起會吃醋。持有生出光之短劍的魔劍「柏修斯」。
藜茶茶（配音：藏合紗惠子）
檢警社所属、2年級生。操著關西腔的褐膚陽光少女。擁有魔建「壓縮器」，可以自在操作放大無機物的質量。

#### 統生會
高貴楓蘭（配音：合田彩）
会長，3年級生，金髮戴著眼鏡。学校模範生。持有魔劍「羽羽矢」，MAKEN是視線中或是碰到羽羽矢產生「球」的人，會遭光箭追擊至命中為止。在神狩實習時曾被王建當成情婦，心理受到創傷而懼怕男人。對男性沒轍，動畫版則赤耶除外。
雨渡穰華（配音：高森奈津美）
会計。3年級生。常笑臉地口出毒舌。雨渡家是代代從事六条家的密探。持有魔劍「死返」，MAKEN是能將死者招魂回來復活。
砂藤季美（配音：味里）
書記，2年級生。喜好看漫畫，尤其是BL同人誌，也有魔劍「漫畫之星」，能將想像、描寫出來的漫畫狀聲詞及效果具現化。

#### 其他學生
絹亞卡蕾特（配音：嶋村侑）
2年級生。性格高傲，與小豆不和。使用魔劍「大鐮」，可依宿主意志由刀身發出如同「鐮鼬」的真空衝擊波。
栗傘塊（配音：井上剛）
1年級生。沒有女友歷15年8個月，單戀小豆。使用魔堅「鋼甲」，能讓部分身體變得跟鐵一樣硬。
網緒組（配音：渡邊明乃）
2年級生。神狩操縱的受害者。使用魔圈「蜘蛛」，只要在踩進領域內被叫到名字，就會動彈不得。
立浪勝（配音：石上裕一）
1年級生。使用魔權「凱斯特」，可提高腕力，強制在宿主有利的出拳距離內戰鬥。
薄野蔭白（配音：伊藤健太郎）
健悟的友人。使用魔圈「蝘蜓」，可以消去對方樣貌與外型，但還不能消除氣息。
小林英（配音：井上剛）
山田椎助（配音：樋口健太）
田中美斐男（配音：白石稔）
戴著眼鏡，與以上二人均是姬神木靈後援會成員。
小越光
菲尼安姊妹在學園期間交到的朋友，莉兒稱她「小光」（ヒカル）。競技啦啦隊社團成員。
龍套角色，首次出現是連載第1話的彩頁「天日學園統生會月報」，其啦啦隊造型圖像之後收錄在單行本第2卷彩色內頁上。
動畫版同原作有跟菲尼安姊妹對話情節，但未公開名字及配音相關資料。

#### 教職員
六条實（配音：美名）
為学園長和体育教師。天日学園校友也是初代魔檢機成員。性格豪爽粗線條。
學生時代被稱為「走路的天災」，凡走過必留下遍體鱗傷的學生。
身藏不露，其實持有近戰型魔拳「神龍尖兵」，藉由設置熱源在著火引燃時灌注力量攻擊敵人。
特盛篇OVA則使出威力不小的「小實神拳」。
二条秋（配音：原田瞳）
保健醫生、美術教師、魔檢機顧問。天日学園校友也是初代魔檢機成員。身材火辣而受男生歡迎。被實爆料是處女。
能提供元素及使用勾玉療傷。擁有魔見「意志之盔」，MAKEN是可看見以黑色顯示的外傷、病灶。
在大和武尊襲擊學園後，被大和武尊作為人柱力帶走，被洗腦然後瘋狂地陵辱，最後被大山一行所救並回復其精神。
雨渡豐華（配音：松岡由貴）
1年B組導師，穰華的姊姊。跟穣華一樣面帶親切。
耕志玄（配音：伊丸岡篤）
MAKEN鍛冶師。天日学園校友也是初代魔檢機成員。
能將MAKEN仿造品量產的貴重能力。製作出檢測「元素特性」的魔檢「小蛙機」。

### VENUS
古大赤耶（配音：保村真）
VENUS部隊隊長、天日学園臨時講師。與学園長一行人是学生時代的好友、初代魔檢機成員。持有魔拳「史文德」。MAKEN是可以在六顆子彈各放入謊言欺敵。
米迪亞·迪密特拉（配音：田中理惠）
VENUS部隊副隊長、2年級生。持有神具「三叉戟」，能支配使喚水做各種攻擊。
楊明（配音：明坂聰美）
VENUS部隊特攻隊員、2年級生。持有神具「金鞭」。
米涅魯瓦·瑪莎（配音：佐藤利奈）
VENUS部隊防衛隊員、1年級生。
使用神具 「埃癸斯」。可以連結其他次元空間，讓東西消失或出現。平時兩眼閉合，一旦張開就會發動能力，喜歡日本御宅族文化，但對此好像有些誤解，比如：圍繞著一個男性，幾個女生之間互相競爭的後宮故事就一定是日本的標準之類的。
莉兒／艾莉兒·菲尼安（配音：日高里菜）
VENUS部隊特察員、2年級生。雙胞胎。莉兒特徵黑髮，艾莉兒則是金髮。
兩人共同行使「達戈達的大釜」的能力，可凍結保存時空間事物的結界，只要解除就會恢復原狀。
三圍：67cm、52cm、71cm。

### 神狩
大和王建
神狩的首領，出現雙重人格。持有「靈魂創作」能力，可操作人的靈魂、改變記憶及思想。
武器是靠異常肺活量跟低周波音組成的「言彈」。
因年老會失去能力而交棒給下一繼任者，於是想綁架木靈解除八歧大蛇封印獲得力量，以繼續領導組織。
大和武尊的後代，被其附身。
動畫版未登場。
大鳥雅
對王建絕對忠誠的秘書。王建直屬部隊「四肢神」成員 「媚腳的雅」。
擁有魔腱 「失落之唇」，以及跟米涅娃一樣轉移次元空間能力 「大食客」。
動畫版未登場。
大和乙媛
声 - 南條愛乃
名義上王建的孫女，剛建雙胞胎之妹。實為王建轉移靈魂的複製人容器。
天日学園1年級生。王建直屬部隊「四肢神」成員 「『操指』的乙媛」。
持有魔圈 「潔淨庭園」，只要對方踏入領域內就能做出其人偶連結操縱。
進行試驗如同「靈魂創作」效果的藥物。
動畫版測不出元素特性。
大和剛建（配音：鈴木裕斗）
名義上王建的孫子，乙媛雙胞胎哥哥，實為王建轉移靈魂的複製人容器。
處事冷靜沉著。擁有「失力體質」可抵消元素及其力量。
大和桔梗（配音：伊藤静）
動畫原創角色，王建叫來的孫女，乙媛稱其姊姊。MAKEN名稱不明，可由手發出光球般元素，被穿透的對手感到宛如體內炸裂。
與乙媛一同綁架春戀，引武至靈峰想了解其能力，結果卻讓他在封印八歧大蛇處暴走。
霧島白兔
王建直屬部隊「四肢神」成員「霧足的白兔」。當中的弱者，得靠附有王建之力的藥物強化。
櫛八鐵心（配音：丸山壮史）
王建直屬部隊「四肢神」成員「『絕拳』的鐵心」，曾與王建「靈魂創作」並稱雙壁的「靈魂收縮」使用者，不靠藥物及MAKEN，只憑拳頭就可跟能力者決鬥。
被神狩利用稻穗操作，打倒武的母親大山集的男人。稻穗的養父。
動畫版因原作進度關係，其身份未明而稱為 「稻穗父」，只在稻穗回憶中出現。

### 其他角色
藤岡悟郎（配音：太田哲治）
女僕咖啡廳「MACARON」店長，打扮言行像女性。也是過去王建操作記憶的學園暴力事件受害者。
被乙媛的藥物進行記憶操作，攻擊春戀。
蛇山榮輝（配音：安元洋貴）
想得到天日有力戰鬥數據而讓神狩採用，混入姬神木靈後援會襲擊木靈。使用魔劍「蝮蛇」，可以自由變換形狀追擊。
動畫版未混入後援會而直接襲擊；其實也是神狩操縱的受害者。
平汰雷奧
天日学園校友，人稱「雷豹」、被實稱為「廢物雷奧」。因懼於記憶操作而留在神狩。
使用魔研「雷電」。

## 用語
天日学園
以國家立法，擁有自治權的特別區域，獨立特區「天日」，來自全國少男少女就讀的學校，施以使用MAKEN、操控元素的訓練。
學園宗旨是「心、美、體」，允許戀愛但用MAKEN決鬥，需雙方同意、有見證人才行。
原本針對只要加入神狩或被修改記憶的能力者，創校學園長不顧神狩的反對，多出留在天日的選擇。
創校初期三年曾是男女合校，因發生男教師與男生對女生施暴事件而改為女校。當事人都被操作記憶過。
靈峰天之原為其管轄私有地，傳說荒神八歧大蛇被封印在天之岩戶。
魔導檢警機構
通稱「魔檢機」，解決學園內麻煩的社團組織，由學生自治組織「統生會」以及輔佐組織「檢警社」、「魔導執行社」組成。
MAKEN
以人稱「元素」操縱、傳說日本眾神的道具，有八個MAKEN的「原型」。學園經「元素特性」判斷後發給學生MAKEN的仿造品，訓練如何使用。如不在20歲前訓練起來，隨著年齡增長會變得不好記且無法控制力量。
概分外藏型與內藏型兩種，內藏型相當注重相性，雖少數出生體內即有MAKEN之人，如相性不好則無法使用，所以這種人稀少；不過，武的情形要對方處於發動狀態才能使用。
「MAKEN」型態套用日文同音漢字，如魔劍、魔檢、魔研、魔拳、魔權、魔建、魔腱、魔鍵、魔圈等等，但採外來語意譯訓讀，例如一樣是「魔劍」就有「maken」、「sword」跟「blade」三種不同唸法。
目前八MAKEN中，出現的有魔劍「叢雲」、魔拳「神度」、魔鍵「八尺瓊」、魔劍 「羽羽斬」、魔見 「羽羽矢」、魔建 「死返」。
元素
魔力、靈力等各式各樣能力的總稱，依「元素特性」給予適合MAKEN的訓練。
神狩
遠古眾神統治時代，由大和武尊創立、不想受其支配而創立對抗神族的戰鬥集團，至今為暗中使用MAKEN和元素力量支持國家的組織。
過去強拉年輕力量加入，修改或消除反抗者的記憶，結果大多失去能力，於是將人才集中與培養的工作交給天日學園。
VENUS
神狩以留學生名義派到學園的傭兵部隊，表面上調查要讓八歧大蛇復活的不明份子，實執行綁架可解除其封印的木靈。
神具
VENUS所使用傳說外國諸神的道具，足可匹敵原型MAKEN的寶物。
夜政
也被稱作地下政府，委託能力者集團進行地下工作的機密組織。

## 出版書籍
單行本
| 集數 | 富士見書房    | 富士見書房                       | 台灣角川       | 台灣角川               |
| 集數 | 發售日期      | ISBN                             | 發售日期       | ISBN                   |
| ---- | ------------- | -------------------------------- | -------------- | ---------------------- |
| 1    | 2008年6月9日  | ISBN 978-4-04-712553-7           | 2009年10月7日  | ISBN 978-986-237-330-9 |
| 2    | 2008年12月9日 | ISBN 978-4-04-712582-7           | 2010年1月13日  | ISBN 978-986-237-475-7 |
| 3    | 2009年9月10日 | ISBN 978-4-04-712626-8           | 2010年3月13日  | ISBN 978-986-237-571-6 |
| 4    | 2010年4月9日  | ISBN 978-4-04-712660-2           | 2010年11月13日 | ISBN 978-986-237-931-8 |
| 5    | 2010年10月9日 | ISBN 978-4-04-712689-3           | 2011年3月29日  | ISBN 978-986-287-108-9 |
| 6    | 2011年4月9日  | ISBN 978-4-04-712720-3           | 2011年9月30日  | ISBN 978-986-287-375-5 |
| 7    | 2012年10月8日 | ISBN 978-4-04-712752-4           | 2012年3月14日  | ISBN 978-986-287-645-9 |
| 8    | 2012年3月1日  | ISBN 978-4-04-712755-5（限定版） | 2012年10月4日  | ISBN 978-986-287-975-7 |
| 8    | 2012年3月8日  | ISBN 978-4-04-712781-4           | 2012年10月4日  | ISBN 978-986-287-975-7 |
| 9    | 2012年9月6日  | ISBN 978-4-04-712827-9           | 2013年2月19日  | ISBN 978-986-325-217-7 |
| 10   | 2013年3月8日  | ISBN 978-4-04-712869-9           | 2013年12月14日 | ISBN 978-986-325-744-8 |
| 11   | 2013年9月20日 | ISBN 978-4-04-712755-5（限定版） | 2014年9月11日  | ISBN 978-986-366-146-7 |
| 11   | 2013年10月8日 | ISBN 978-4-04-712905-4           | 2014年9月11日  | ISBN 978-986-366-146-7 |
| 12   | 2014年3月8日  | ISBN 978-4-04-070050-2           | 2015年2月10日  | ISBN 978-986-366-356-0 |
| 13   | 2014年10月9日 | ISBN 978-4-04-070339-8           | 2015年7月16日  | ISBN 978-986-366-632-5 |
| 14   | 2015年3月9日  | ISBN 978-4-04-070353-4           | 2015年12月9日  | ISBN 978-986-366-849-7 |
| 15   | 2015年9月9日  | ISBN 978-4-04-070684-9           | 2016年5月23日  | ISBN 978-986-473-082-7 |
| 16   | 2016年3月9日  | ISBN 978-4-04-070833-1           | 2017年1月19日  | ISBN 978-986-473-474-0 |
| 17   | 2016年9月9日  | ISBN 978-4-04-072021-0           | 2017年11月27日 | ISBN 978-986-473-991-2 |
| 18   | 2017年3月9日  | ISBN 978-4-04-072209-2           | 2017年11月27日 | ISBN 978-986-473-992-9 |
| 19   | 2017年9月8日  | ISBN 978-4-04-072435-5           | 2018年11月15日 | ISBN 978-957-564-580-9 |
| 20   | 2018年3月9日  | ISBN 978-4-04-072631-1           | 2019年6月24日  | ISBN 978-957-743-031-1 |
| 21   | 2018年9月7日  | ISBN 978-4-04-072876-6           | 2019年6月24日  | ISBN 978-957-743-032-8 |
| 22   | 2019年4月9日  | ISBN 978-4-04-073132-2           | 2020年6月17日  | ISBN 978-957-743-777-8 |
| 23   | 2019年9月9日  | ISBN 978-4-04-073324-1           | 2021年1月7日   | ISBN 978-986-524-155-1 |
| 24   | 2020年3月9日  | ISBN 978-4-04-073569-6           | 2021年1月7日   | ISBN 978-986-524-156-8 |

魔劍姬！稻穗和愉快的夥伴們（まけんきっ！イナホとゆかいな仲間たち）
| 冊數 | 富士見書房    | 富士見書房             |
| 冊數 | 發售日期      | ISBN                   |
| ---- | ------------- | ---------------------- |
| 全   | 2011年11月6日 | ISBN 978-4-04-712758-6 |

全彩精選本
| 標題 | 富士見書房   | 富士見書房             |
| 標題 | 發售日期     | ISBN                   |
| ---- | ------------ | ---------------------- |
|      | 2011年8月6日 | ISBN 978-4-04-712741-8 |
|      | 2012年3月8日 | ISBN 978-4-04-712782-1 |

輕小說
| 標題 | 富士見書房    | 富士見書房             |
| 標題 | 發售日期      | ISBN                   |
| ---- | ------------- | ---------------------- |
|      | 2011年4月20日 | ISBN 978-4-8291-3633-1 |

## 電視動畫
改編同名動畫於2011年10月起開始播出，全12話。2012年3月1日販售的原作第8卷附DVD限定版收錄OVA。
第2季定名《魔劍姬！通》，製作公司更動為XEBEC，2013年9月20日販售的原作第11卷附BD限定版收錄OVA先行。

### 製作人員
- 原作 - 武田弘光（富士見書房刊「月刊ドラゴンエイジ」）
- 監督 - 大畑晃一（第1季）→金子拓（第2季）
- 監督輔佐 - 小坂春女（第1季第6 - 12話）
- 系列構成 - 黑田洋介
- 人物設計 - 結城信輝（第1季）→高見明男（第2季）
- 副人物設計 - 阿蒜晃士（第1季）
- 小道具設計 - 宮脇謙史（第1季）→藤原奈津子（第2季）
- 美術設定 - 須江信人（第1季）→長澤順子（第2季）
- 美術監督 - 井上京（第1季）→朝倉千登勢、長澤順子（第2季）
- 色彩設計 - 篠原愛子（第1季）→池田步美（第2季）
- 色彩指導 - 甲斐けいこ（第1季）
- 攝影監督 - 後藤健男（第1季）→宮崎達也（第2季）
- 剪接 - 宇都宮正記（第1季）→野川仁（第2季）
- 音響監督 - 岩浪美和（第1季）→濱野高年（第2季）
- 音樂 - 渡部チェル
- 音樂制作 - 日本古倫美亞
- 製作人 - 今本尚志、松嵜義之（第1季）→草壁匠（第2季）
- 動畫制作 - AIC Spirits（第1季）→XEBEC（第2季）
- 製作 - 天日学園魔導檢警機構（第1季）、天日学園魔導檢警機構·通（第2季）

### 主題歌
第一季
片頭曲
- 「Fly Away」（第2話 - 第12話、特盛篇）

作詞：宮崎誠、，作曲・編曲：宮崎誠，歌：富樫美鈴
第1話未使用片頭曲，第12話為片尾曲，特盛篇則是插曲。
片尾曲
- 「Baby! Baby!」（第1話 - 第11話、特盛篇）

作詞：田形美喜子，作曲・編曲：横山克
歌（第1話） - 天谷春恋（下屋則子）與櫛八稻穗（野水伊織）
歌（第2話） - 天谷春恋（下屋則子）與姬神木靈（矢作紗友里）
歌（第3話） - 志那都小豆（富樫美鈴）與高貴楓蘭（合田彩）
歌（第4話） - 姬神木靈（矢作紗友里）與志那都小豆（富樫美鈴）
歌（第5話） - 天谷春恋（下屋則子）與水屋粳（古谷静佳）
歌（第6話） - 櫛八稻穗（野水伊織）與姬神木靈（矢作紗友里）
歌（第7話） - 米迪亞·迪密特拉（田中理惠）與楊明（明坂聰美）
歌（第8話） - 希莉雅大塚（伊瀨茉莉也）與米迪亞·迪密特拉（田中理惠）
歌（第9話） - 藜茶茶（藏合紗惠子）與砂藤季美（味里）
歌（第10話） - 米涅娃·瑪莎（佐藤利奈）與艾莉兒&莉兒·菲尼安（日高里菜）
歌（第11話） - 志那都小豆（富樫美鈴）與天谷春恋（下屋則子）
歌（特盛篇） - 六条實（美名）與二条秋（原田瞳）
挿入曲
- 「恋愛中毒」（第8話）

作詞・作曲・編曲：大隅知宇，歌： 希莉雅大塚(CV:伊瀬茉莉也)
第二季
片頭曲
- 「Cherish」（第1話 - 第9話）

作詞：，作曲・編曲：宮崎誠，歌：sweet ARMS（野水伊織、富樫美鈴、佐土原香織、味里）
第10話片頭曲未使用
片尾曲
- 「ギラギラ」（第0話）

作詞：松本惠，作曲：土谷知幸，編曲：草野よしひろ，歌：天谷春恋（下屋則子）與櫛八稻穗（野水伊織）與姬神木靈（矢作紗友里）
- 「Reach for Light」（第1話 - 第10話）

作詞：Mio Aoyama，作曲：山田智和，編曲：住谷翔平、山田智和，歌：藏合紗惠子
挿入曲
- 「金太の大冒険」（第8話）

作詞・作曲：つボイノリオ，歌：天日学園女生徒のみなさん

### 各話列表
| 話数                               | 日文標題 | 中文標題                      | 脚本     | 分鏡              | 演出              | 作画監督                                                        | 總作画監督      |
| 魔劍姬！                           | 魔劍姬！ | 魔劍姬！                      | 魔劍姬！ | 魔劍姬！          | 魔劍姬！          | 魔劍姬！                                                        | 魔劍姬！        |
| ---------------------------------- | -------- | ----------------------------- | -------- | ----------------- | ----------------- | --------------------------------------------------------------- | --------------- |
| 第壹話                             |          | 與天契約之日                  | 黑田洋介 | 大畑晃一          | 久保太郎          | 齊藤格、瀧川和男                                                | 砂川正和        |
| 第貳話                             |          | 女孩子可是很厲害的            | 黑田洋介 | 大畑晃一          |                   | 輿石曉                                                          | 輿石曉 結城信輝 |
| 第話                               |          | 歡迎來到魔檢機                | 木村暢   | 大畑晃一          | 浅見松雄          | 相坂直樹                                                        | 砂川正和        |
| 第肆話                             |          | 敵人就在天日                  | 木村暢   | 大畑晃一          | 佐藤清光          | 山崎克之、坂本龍典                                              | 輿石曉          |
| 第伍話                             |          | 天日最強的女性                | 山田靖智 | 大畑晃一          | 小坂春女          | 可兒里未                                                        | 砂川正和        |
| 第陸話                             |          | 如雨降於天日                  | 黑田洋介 | 大畑晃一          | 浅見松雄 雄谷将仁 | 相坂直樹、堀井伸雄 飯飼一幸、常盤健太郎                         | 輿石曉          |
| 第柒話                             |          | 女神降臨天日                  | 木村暢   | 小坂春女          | 安藤貴史          | 鈴木奈都子、進藤有人                                            | 砂川正和        |
| 第捌話                             |          | 希莉雅全都給你                | 黑田洋介 | 大畑晃一 小坂春女 | 山下實            | 荒尾英幸、宮田奈保美 齊藤美香、小關雅 井口真理子、近藤奈都子    | 輿石曉          |
| 第玖話                             |          | 呼風喚雨的水上騎馬打仗        | 山田靖智 | 内藤明吾          | 岩田義彦          | 依田正彦                                                        | 砂川正和        |
| 第拾話                             |          | 光與影的少女                  | 木村暢   | 大畑晃一          | 清水一伸          | 服部憲知、Kim Juno 舛館俊秀、Heo Ki Dong 栗原学、木村剛         | 輿石曉          |
| 第拾壹話                           |          | MACARON限定活動日             | 山田靖智 | 文小学            | 佐藤清光          | 鈴木奈都子、横田拓己 谷拓也、可兒里未                           | 砂川正和        |
| 第拾貳話                           |          | 樂園守護者                    | 黑田洋介 | 大畑晃一          | 安藤貴史          | 可兒里未、HANJIN 大西秀明、横田拓己 砂川正和                    | 輿石曉          |
| 漫畫第8卷附錄DVD                   |          |                               |          |                   |                   |                                                                 |                 |
| OVA 特盛篇                         |          | 夏天！泳裝！合宿！            | 黑田洋介 | 小坂春女          | 小坂春女          | 砂川正和、輿石曉                                                | 不適用          |
| 魔劍姬！通（漫畫第11卷附錄BD先行） |          |                               |          |                   |                   |                                                                 |                 |
| OVA                                |          | 小武女體化!?在南方小島脫光光♥ | 黑田洋介 | 金子拓            | 中村美            | 西谷泰史、藤原奈津子 竹森由加、高見明男                         | 高見明男        |
| 第壹話                             |          | 魔導檢警機構                  | 黑田洋介 | 金子拓            | 中村美            | 東島久志、藤原奈津子 淺賀和行、竹森由加                         | 高見明男        |
| 第貳話                             |          | 我喜歡武                      | 黑田洋介 | 中村美            | 竹下良平          | 板倉健、萩原省智 大高美奈、山田有慶                             | 高見明男        |
| 第話                               |          | 喵劍姬？                      | 山田靖智 | 孫承希            | 孫承希            | 藤原奈津子、竹谷今日子 羽野廣範、西谷泰史 大河原晴男、飯塚正則  | 高見明男        |
| 第肆話                             |          | 漫♥Cos                        | 木村暢   | 吉川博明          | 高橋秀彌          | 淺賀和行、東島久志 清水陽一、竹森由加                           | 高見明男        |
| 第伍話                             |          | 撒嬌☆教師                     | 黑田洋介 | 加戶譽夫          | 高林久彌          | 重松信一、萩原省智                                              | 高見明男        |
| 第陸話                             |          | 極惡統正會！                  | 雜破業   | 中村里美          | 中村里美          | 千葉充、谷口元浩 山崎愛、濱崎賢一 清水陽一、竹森由加 大河原晴男 | 高見明男        |
| 第柒話                             |          | 它的名字是魯多魯！            | 黑田洋介 | 高林久彌 金子拓   | 新子太一          | 星野玲香                                                        | 高見明男        |
| 第捌話                             |          | 學園後宮                      | 雜破業   | 高橋秀彌          | 高橋秀彌          | 西谷泰史、藤原奈津子 飯塚正則、竹森由加                         | 高見明男        |
| 第玖話                             |          | 你比玫瑰更有男人味            | 山田靖智 | 孫承希            | 孫承希            | 板倉健、高橋慶江 南伸一郎、星野玲香                             | 高見明男        |
| 第拾話                             |          | 然後，向魔劍姬邁進            | 黑田洋介 | 金子拓            | 高見明男          | 高見明男、西谷泰史 藤原奈津子                                   | 高見明男        |

### 播放電視台
| 播放地域       | 播放電視台   | 播放日期                 | 播放時間                   | 所屬電視網 |
| 魔劍姬！       | 魔劍姬！     | 魔劍姬！                 | 魔劍姬！                   | 魔劍姬！   |
| -------------- | ------------ | ------------------------ | -------------------------- | ---------- |
| 埼玉縣         | 埼玉電視台   | 2011年10月4日 - 12月20日 | 星期二 25時05分 - 25時35分 | 独立局     |
| 神奈川縣       | 神奈川電視台 | 2011年10月5日 - 12月21日 | 星期三 25時45分 - 26時15分 | 独立局     |
| 東京都         | TOKYO MX     | 2011年10月5日 - 12月21日 | 星期三 26時30分 - 27時00分 | 独立局     |
| 福岡縣         | TVQ九州放送  | 2011年10月5日 - 12月21日 | 星期三 26時48分 - 27時18分 | 東京電視網 |
| 兵庫縣         | SUN電視台    | 2011年10月6日 - 12月22日 | 星期四 24時35分 - 25時05分 | 独立局     |
| 岐阜縣         | 岐阜放送     | 2011年10月6日 - 12月22日 | 星期四 25時45分 - 26時15分 | 独立局     |
| 三重縣         | 三重電視台   | 2011年10月6日 - 12月22日 | 星期四 26時50分 - 27時20分 | 独立局     |
| 日本全域       | AT-X         | 2011年10月7日 - 12月23日 | 星期五 23時30分 - 24時00分 | 衛星電視   |
| 千葉縣         | 千葉電視台   | 2011年10月7日 - 12月23日 | 星期五 25時30分 - 26時00分 | 独立局     |
| 岡山縣、香川縣 | 瀨戶內電視台 | 2011年10月7日 - 12月23日 | 星期五 25時53分 - 26時23分 | 東京電視網 |
| 魔劍姬！通     |              |                          |                            |            |
| 東京都         | TOKYO MX     | 2014年1月15日 - 3月19日  | 星期三 25時30分 - 26時00分 | 獨立局     |
| 神奈川縣       | 神奈川電視台 | 2014年1月15日 - 3月19日  | 星期三 25時30分 - 26時00分 | 獨立局     |
| 兵庫縣         | SUN電視台    | 2014年1月15日 - 3月19日  | 星期三 26時00分 - 26時30分 | 獨立局     |
| 福岡縣         | TVQ九州放送  | 2014年1月15日 - 3月19日  | 星期三 26時40分 - 27時10分 | 東京電視網 |
| 日本全域       | AT-X         | 2014年1月16日 - 3月20日  | 星期四 22時00分 - 22時30分 | 衛星電視   |
| 千葉縣         | 千葉電視台   | 2014年1月16日 - 3月20日  | 星期四 25時00分 - 25時30分 | 獨立局     |
| 埼玉縣         | 埼玉電視台   | 2014年1月16日 - 3月20日  | 星期四 25時05分 - 25時35分 | 獨立局     |
| 岐阜縣         | 岐阜放送     | 2014年1月16日 - 3月20日  | 星期四 25時45分 - 26時15分 | 獨立局     |
| 三重縣         | 三重電視台   | 2014年1月16日 - 3月20日  | 星期四 26時20分 - 26時50分 | 獨立局     |
| 日本全域       | BS11         | 2014年1月17日 -          | 星期五 27時00分 - 27時30分 | 衛星電視   |

### 映像特典
DVD&Blu-ray限定版各卷收錄短篇動畫。第1季為「一起訓練」風。
| 卷数       | 日文標題 | 中文標題                      | 登場人物   | 脚本     | 分鏡           | 演出           | 作画監督          |
| 魔劍姬！   | 魔劍姬！ | 魔劍姬！                      | 魔劍姬！   | 魔劍姬！ | 魔劍姬！       | 魔劍姬！       | 魔劍姬！          |
| ---------- | -------- | ----------------------------- | ---------- | -------- | -------------- | -------------- | ----------------- |
| 第1卷      |          | 臉紅心跳！魔劍姬！秘密訓練 壹 | 天谷春恋   | 守宮尚志 | 石山寬         | 石山寬         | 砂川正和 大西秀明 |
| 第2卷      |          | 臉紅心跳！魔劍姬！秘密訓練 貳 | 櫛八稻穗   | 守宮尚志 | 石山寬         | 多麻能美須麻流 | 輿石曉 大西秀明   |
| 第3卷      |          | 臉紅心跳！魔劍姬！秘密訓練    | 姬神木靈   | 守宮尚志 | 石山寬         | 多麻能美須麻流 | 砂川正和          |
| 第4卷      |          | 臉紅心跳！魔劍姬！秘密訓練 肆 | 志那都小豆 | 守宮尚志 | 星川孝文       | 多麻能美須麻流 | 輿石曉            |
| 第5卷      |          | 臉紅心跳！魔劍姬！秘密訓練 伍 | 希莉雅大塚 | 守宮尚志 | 多麻能美須麻流 | 多麻能美須麻流 | 岩田幸大          |
| 第6卷      |          | 臉紅心跳！魔劍姬！秘密訓練 陸 | 二条秋     | 守宮尚志 | 多麻能美須麻流 | 多麻能美須麻流 | 輿石曉            |
| 魔劍姬！通 |          |                               |            |          |                |                |                   |
| 第1卷      |          | P〜私事♡ 春恋篇               | 天谷春恋   | 不適用   | 高見明男       | 高見明男       | 不適用            |
| 第2卷      |          | P〜私事♡ 稻穗篇               | 櫛八稻穗   | 不適用   | 高見明男       | 高見明男       | 不適用            |
| 第3卷      |          | P〜私事♡ 秋篇                 | 二条秋     | 不適用   | 高見明男       | 高見明男       | 不適用            |
| 第4卷      |          | P〜私事♡ 木靈篇               | 姬神木靈   | 不適用   | 高見明男       | 高見明男       | 不適用            |
| 第5卷      |          | P〜私事♡ 季美篇               | 砂藤季美   | 不適用   | 高見明男       | 高見明男       | 不適用            |

## 外部連結
- 原作官網（日語）
- 《魔劍姬！通》動畫官網 （页面存档备份，存于）（日語）